# 新居浜市立船木中学校
新居浜市立船木中学校（にいはましりつ ふなきちゅうがっこう）は、愛媛県新居浜市船木にある公立中学校

## 概要
新居浜市の旧船木村区域にある公立中学校である。分校としてひびき分校がある。

## 沿革
- 1947年 - 新居郡船木村立船木中学校として開校
- 1949年 - 新校舎落成し移転する
- 1955年3月31日 - 新居郡船木村の新居浜市への合併により新居浜市立船木中学校に改称
- 2001年
  - 4月 - ひびき分校が開校[3]
  - 5月 - ひびき分校開校式と新居浜市立船木小学校わかば分教室開設式が行われる

## 校訓
『不屈』

私たちは、勉学の困難に屈しません

私たちは、不正の圧力や誘惑の力に屈しません

私たちは、鍛錬の厳しさに屈しません

## 教育計画

### 教育目標
自ら学び心豊かでたくましい船中生の育成

### 学校像
活気あふれる学校

潤いのある学校

地域に根ざす学校

### 生徒像
よく考える生徒

心豊かな生徒

たくましい生徒

### 教師像
生徒の良さを生かす教師

学ぶ意欲を育てる教師

心合わせて力を結集する教師

## 部活動
- サッカー部
- 野球部
- 水泳部
- 男子バドミントン部
- 女子バドミントン部
- 男子卓球部
- 女子バレー部
- 女子バスケットボール部
- 剣道部
- 音楽部
- 華道部
- 茶道部

## 通学区域
- 新居浜市[4]
  - 船木、七宝台町

## 進学前小学校
- 新居浜市立船木小学校[4]

## 所在地
- 本校
  - 新居浜市船木甲3754番地の1
- ひびき分校
  - 新居浜市船木甲2971番地の1

## 通学区域が隣接している学校
- 新居浜市立角野中学校
- 新居浜市立泉川中学校
- 新居浜市立川東中学校
- 四国中央市立土居中学校